# Monachium (film)
Monachium (ang. Munich) – amerykański dramat sensacyjny z 2005 roku w reżyserii Stevena Spielberga. Scenariusz oparty został na podstawie książki Monachium. Zemsta (Vengeance: The True Story of an Israeli Counter-Terrorist Team) autorstwa George’a Jonasa.

## Fabuła
Historia izraelskiej grupy specjalnej, która – po zamachu terrorystycznym na izraelskich sportowców podczas Igrzysk w Monachium – otrzymała zadanie zabicia grupy kluczowych działaczy palestyńskiej siatki terrorystycznej Czarny Wrzesień.

## Obsada
- Eric Bana – Awner
- Daniel Craig – Steve
- Ciarán Hinds – Carl
- Mathieu Kassovitz – Robert
- Geoffrey Rush – Efraim
- Ajjelet Zurer – Daphna
- Gila Almagor – matka Awnera
- Roy Avigdori(inne języki) – Gad Cobari(inne języki)
- Hanns Zischler(inne języki) – Hans
- Michael Lonsdale – Papa
- Mathieu Amalric – Louis
- Bijan Daneshmand(inne języki) – Kamal Nasser
- Lili Bordán(inne języki) – barmanka
- Ossie Beck – Eli’ezer Halfen
- Hiam Abbass – Marie Claude Hamshari
- Marie-Josée Croze – Jeanette
- Wojciech Machnicki – Tuwja Sokolowski, trener ciężarowców izraelskich uciekający przez wybite okno
- Amos Lawi – generał Aharon Jariw
- Ami Weinberg(inne języki) – generał Cwi Zamir
- Lynn Cohen – Golda Meir
- Mosze Iwgi – Mike Harari

## Zdjęcia
Zdjęcia realizowane były na terenie Węgier (Budapeszt), Malty, Francji (Paryż), Stanów Zjednoczonych (Nowy Jork).